# 大发街道
大发街道，是中华人民共和国内蒙古自治区包头市石拐区下辖的一个乡镇级行政单位。

## 行政区划
大发街道下辖以下地区：
神发社区。